# Band-e Torkestan
Band-e Torkestan, även kallad Tirband-e Torkestan, är en bergskedja i nordvästra Afghanistan. Den har en öst-västlig utsträckning på cirka 200 kilometer, och högsta toppen når 3 481 m ö.h.